# On Food and Cooking
On Food And Cooking: The Science And Lore Of The Kitchen – książka autorstwa Harolda McGee, wydana po raz pierwszy w USA w roku 1984; wydanie drugie poważnie zrewidowane i zmienione ukazało się w 2004.
Książka opisuje i wyjaśnia naukowe podstawy procesów zachodzących podczas przygotowywania i przetwarzania pożywienia (np. gotowania). Jest podzielona na rozdziały, które skupiają się na różnych składnikach i rodzajach pożywienia. Autor spekuluje na temat ich pochodzenia i historii oraz objaśnia sposoby ich przyrządzania wraz z podstawami chemiczno-fizycznymi, a także wyjaśnia ich właściwości smakowe na poziomie cząsteczkowym. Książka jest zilustrowana schematami, wykresami, a tekstowi towarzyszą ramki z cytatami z np. Brillata-Savarina czy Plutarcha. Pozycja zawiera także konkretne porady i wskazówki, jak gotować różne potrawy (nie zawiera jednak konkretnych przepisów kulinarnych), podając jednocześnie naukowe przesłanki tych rad, a także przytacza kilka historycznych przepisów.
Alton Brown porównał tę pozycję do kamienia z Rosetty świata kulinariów, a Daniel Boulud określił jako niezbędną dla każdego dociekliwego kucharza. Heston Blumenthal przyznał, że to pozycja, która miała największy, jednostkowy wpływ na jego gotowanie.